# Weihwang
Weihwang ist ein Wohnplatz Otterswangs, einer von sieben Ortschaften der Stadt Pfullendorf im Landkreis Sigmaringen in Baden-Württemberg, Deutschland.

## Geographie

### Geographische Lage
Der Weiler Weihwang liegt auf der Gemarkung Otterswang rund 2,5 Kilometer nördlich davon in 600 m ü. NN Höhe unterhalb der rechten Hangseite des breiten Kehlbachtals. Südsüdöstlich von Weihwang in der dort aufgelassenen Kiesgrube sind seltene, so genannte Kofferfalten von bis zu vier Meter in Nagelfluhkiesen der rißzeitlichen Ablagerungen zu sehen. Die Kieswerk Weihwang GmbH ist eine Beteiligung der Kies- und Schotterwerke Müller GmbH & Co. KG.

### Gliederung
Zu Weihwang gehört die Wüstung Hasendränkin.

## Geschichte

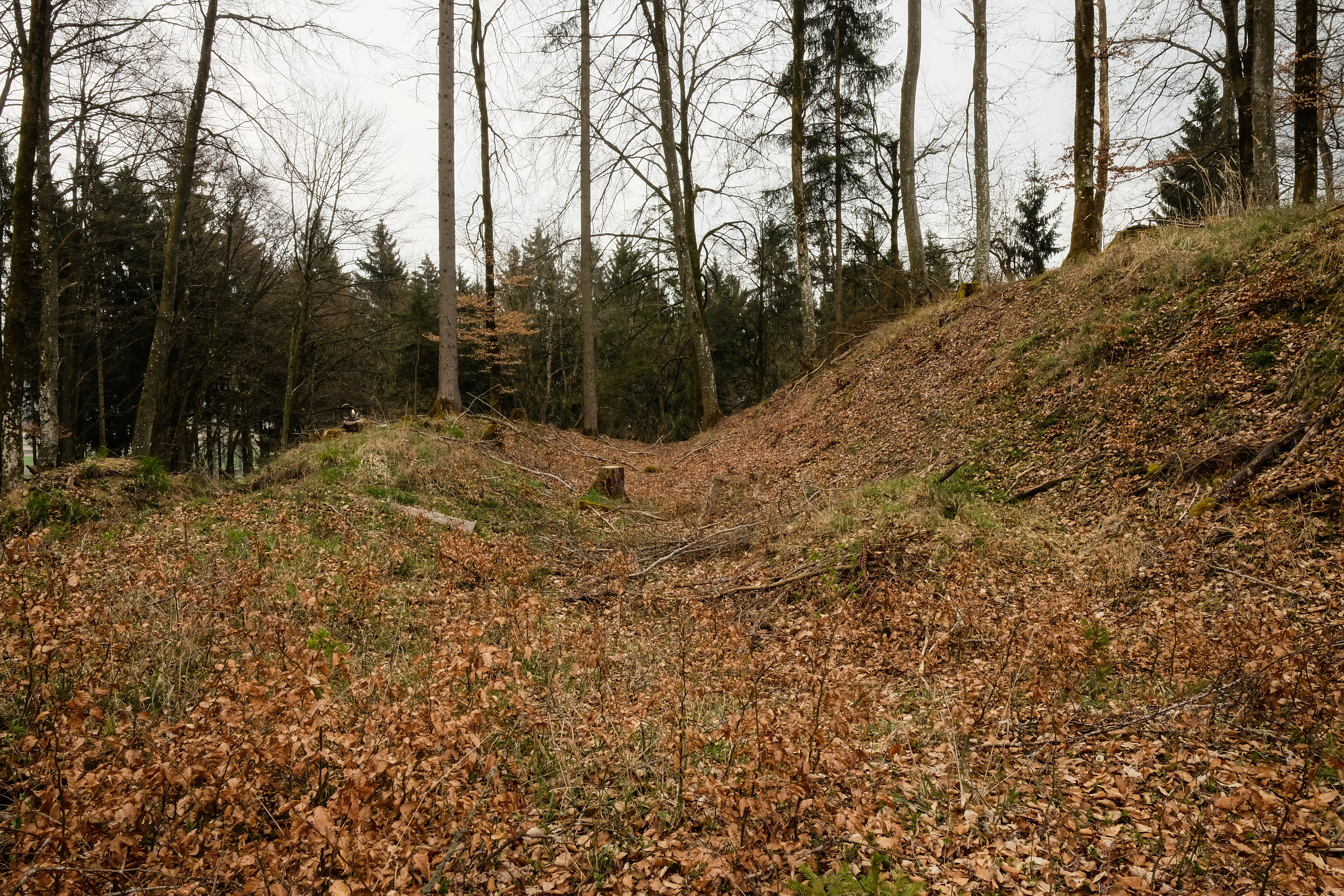
Wälle und Gräben des Burgstalls Hünaburg

Das Kehlbachtal war bereits zur Zeit der Kelten und Römer Verkehrs- und Siedlungsraum. So befindet sich westlich von Weihwang auf dem Schloßbühl, einer bewaldeten Bergzunge zwischen Weihwang und Glashütte, die abgegangene Hünaburg, eine keltische oder frühmittelalterliche Befestigungsanlage mit doppelten Wall und Graben, heute ein Bodendenkmal. Rund 0,8 Kilometer westlich von Weihwang liegen in einem Acker die Mauern eines höchstwahrscheinlich römischen Gebäudes. Bei Bittelschieß treffen zwei Römerstraßen, eine aus Richtung Wald über Glashütte und eine aus Richtung Pfullendorf über Otterswang, zusammen.
Weihwang selbst wurde erstmals 1266 als Wiwank urkundlich erwähnt: Hugo von Bittelschieß verkaufte mit Zustimmung seiner Frau Engelburg, seiner Söhne Konrad, Berthold und Ulrich sowie seines Bruders Albert, dessen Frau Mechthild und Sohnes Albert um 9 Mark Silber ein Gut an das Zisterzienserinnenkloster Wald. Eine weiter Erwähnung stammt aus dem Jahr 1322 als Wigenwang: Walter von Sohl, Schreiber der Stadt Klein-Basel, verzichtet auf seine Rechte. Zwischen 1266 und 1333 erwarb das Kloster Wald den größten Teil des Weilers.
Das Kloster Wald übte später die alleinige Grundherrschaft sowie 1474 auch die Dorfherrschaft und das Niedergericht aus. Im Jahr 1461 wird ein dem Kloster gehöriges Hofgut erwähnt, über das Wald Zwing und Bann besaß. In einer Urbar von 1501 wurde Weihwang als Einzelhof ausgewiesen; vor 1567 geteilt.
Das Dorf Otterswang bildete seit der ersten Hälfte des 16. Jahrhunderts mit Kappel, Litzelbach, Weihwang und Reischach den als Gemeinde bezeichneten Gerichts- und Verwaltungsbezirk Otterswang. Die Hohe Obrigkeit lag bei der Grafschaft Sigmaringen. Vor 1600 erlangte Wald die Lokalleibherrschaft.
Im Verlauf des Dreißigjährigen Kriegs (1618–1648) wurde auch der klösterliche Weiler Weihwang niedergebrannt und lag jahrelang wüst.
Weihwang zählte zur klösterlichen Herrschaft Wald. Bei der Säkularisation aufgrund des Reichsdeputationshauptschlusses wurde 1806 das Kloster aufgelöst und das Territorium Wald fiel an das Fürstentum Hohenzollern-Sigmaringen. Weihwang gehörte bis 1850 zum hohenzollerischen (bis zur Aufhebung 1861 zum preußischen) Oberamt Wald. 1862 wurde es dem Oberamt bzw. seit 1925 zum Kreis Sigmaringen eingegliedert.
Weihwang gehörte zur selbständigen Gemeinde Otterswang und wurde mit dieser zum 1. Juli 1972 zur Stadt Pfullendorf eingemeindet.

### Einwohner
In Weihwang leben aktuell 7 Einwohner (Stand Februar 2021).

## Religion
Kirchlich gehörte Weihwang zur römisch-katholischen Pfarrei Zell am Andelsbach.

## Kultur und Sehenswürdigkeiten

### Bauwerke
- Die Kath. Kapelle St. Stephanus

## Wirtschaft und Infrastruktur

### Verkehr
Westlich wird Weihwang von der Landesstraße 456 tangiert.